# Clubiona venatoria
Clubiona venatoria är en spindelart som beskrevs av William Joseph Rainbow och Robert Henry Pulleine 1920. Clubiona venatoria ingår i släktet Clubiona och familjen säckspindlar. Inga underarter finns listade i Catalogue of Life.